# Cyclisme aux Jeux olympiques d'été de 1952
Navigation
Londres 1948 Melbourne 1956

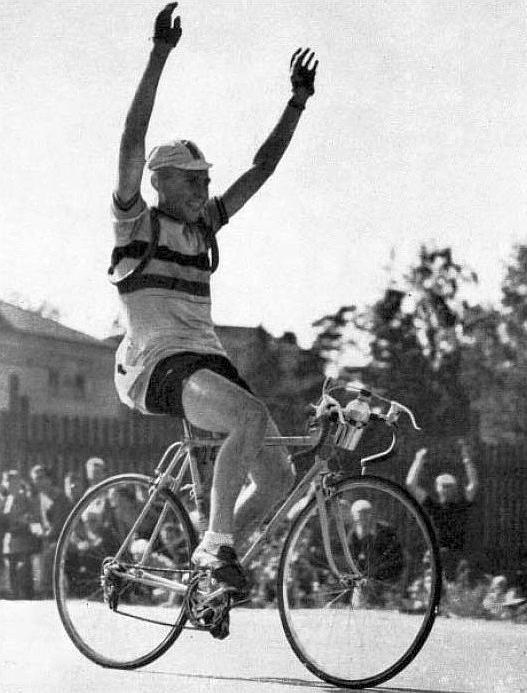
André Noyelle, champion olympique sur route le 2 août 1952 à Helsinki.

Aux Jeux olympiques d'été de 1952, il existe deux disciplines de cyclisme : le cyclisme sur piste, le cyclisme sur route.

## Podiums

### Hommes
| Podiums               |                                                                   |                                                                          |                                                                            |
| Route                 |                                                                   |                                                                          |                                                                            |
| Course en ligne       | André Noyelle                                                     | Robert Grondelaers                                                       | Edi Ziegler                                                                |
| Course par équipes    | Belgique Robert Grondelaers André Noyelle Lucien Victor           | Italie Dino Bruni Gianni Ghidini Vincenzo Zucconelli                     | France Jacques Anquetil Claude Rouer Alfred Tonello                        |
| Piste                 |                                                                   |                                                                          |                                                                            |
| Kilomètre             | Russell Mockridge                                                 | Marino Morettini                                                         | Raymond Robinson                                                           |
| Vitesse individuelle  | Enzo Sacchi                                                       | Lionel Cox                                                               | Werner Potzernheim                                                         |
| Tandem                | Australie Lionel Cox Russell Mockridge                            | Afrique du Sud Raymond Robinson Thomas Shardelow                         | Italie Antonio Maspes Cesare Pinarello                                     |
| Poursuite par équipes | Italie Marino Morettini Loris Campana Mino De Rossi Guido Messina | Afrique du Sud Alfred Swift George Estman Robert Fowler Thomas Shardelow | Grande-Bretagne Ronald Stretton Donald Burgess George Newberry Alan Newton |

## Tableau des médailles
| Rang | Nation          | Or | Argent | Bronze | Total |
| ---- | --------------- | -- | ------ | ------ | ----- |
| 1    | Italie          | 2  | 2      | 1      | 5     |
| 2    | Australie       | 2  | 1      | 0      | 3     |
| 2    | Belgique        | 2  | 1      | 0      | 3     |
| 4    | Afrique du Sud  | 0  | 2      | 1      | 3     |
| 5    | Allemagne       | 0  | 0      | 2      | 2     |
| 6    | Grande-Bretagne | 0  | 0      | 1      | 1     |
| 6    | France          | 0  | 0      | 1      | 1     |